# هوهماد
هوهماد (بالإنجليزية: Hohmad)‏ هو أحد جبال سلسلة جبال الألب البرنية وجزء من القمة الأم Chrummfadenflue (2,079 m) يقع في كانتون برن، سويسرا. يبلغ ارتفاع الجبل حوالي 2076 متر، بينما يبلغ ارتفاع نتوء الجبل 116 متر.